# Mont Chouvet
Le mont Chouvet est un sommet montagneux situé au sud-est du Massif central. Il s'élève à 871 m d'altitude au sein du massif du Mézenc. Le mont est partagé entre la commune de Lantriac et celle d'Arsac-en-Velay où se trouve son point culminant.